# Francisco Villar García-Moreno
Francisco José Villar García-Moreno (* 25. Februar 1948 in Madrid; † 26. Oktober 2011 ebenda) war ein spanischer Politiker der Partido Popular (PP).

## Leben
Villar studierte Medizin an der Universidade de Santiago de Compostela und arbeitete anschließend als Chirurg in den Krankenhäusern von Pontevedra, Lugo und Soria. Von 1990 bis 1996 hatte er verschiedene Ämter in der Xunta de Galicia inne, der Regierung der spanischen Autonomen Region Galicien. Zwischen 1996 und 1999 war er Staatssekretär am Ministerio de Administraciones Públicas und anschließend von 1999 bis 2000 Staatssekretär für Sport. 2000 wurde er zum ersten Vizepräsidenten der Regierung ernannt.
Für die Zeit nach der spanischen Parlamentswahl 2004 galt er als Kandidat für einen Regierungsposten, was durch den Sieg der Partido Socialista Obrero Español (PSOE) verhindert wurde. Er war Abgeordneter der Cortes Generales von 2004 bis 2011.
Er starb am 26. Oktober 2011 im Alter von 63 Jahren nach einer Krebserkrankung.
Für die Parlamentswahlen am 20. November 2011 stand er auf Listenplatz elf der PP, was ihm einen Wiedereinzug ins Parlament garantiert hätte. Er galt als enger Vertrauter von Mariano Rajoy, dem Spitzenkandidaten der Partido Popular.